# Manila Bulletin

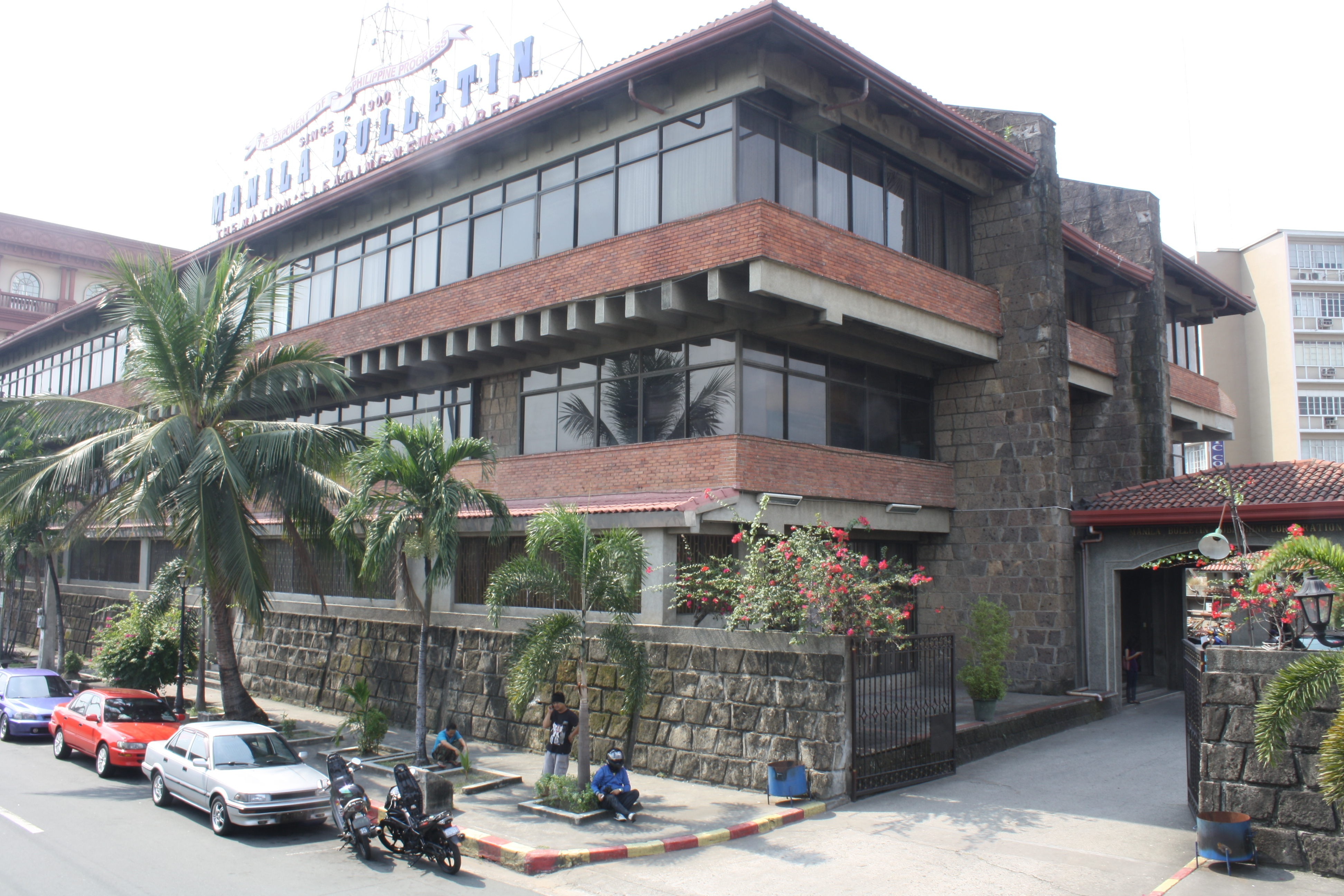
Kantoor van Manila Bulletin in Intramuros

Manila Bulletin of kortweg: Bulletin (en voorheen bekend als Manila Daily Bulletin en Bulletin Today) is een Filipijnse krant. De krant die in 1900 voor het eerste verscheen heeft de grootste papieren oplage van het land.  De krant is op de The Manila Times na, de oudste nog bestaande krant van de Filipijnen.